# Yoshinori Kitase

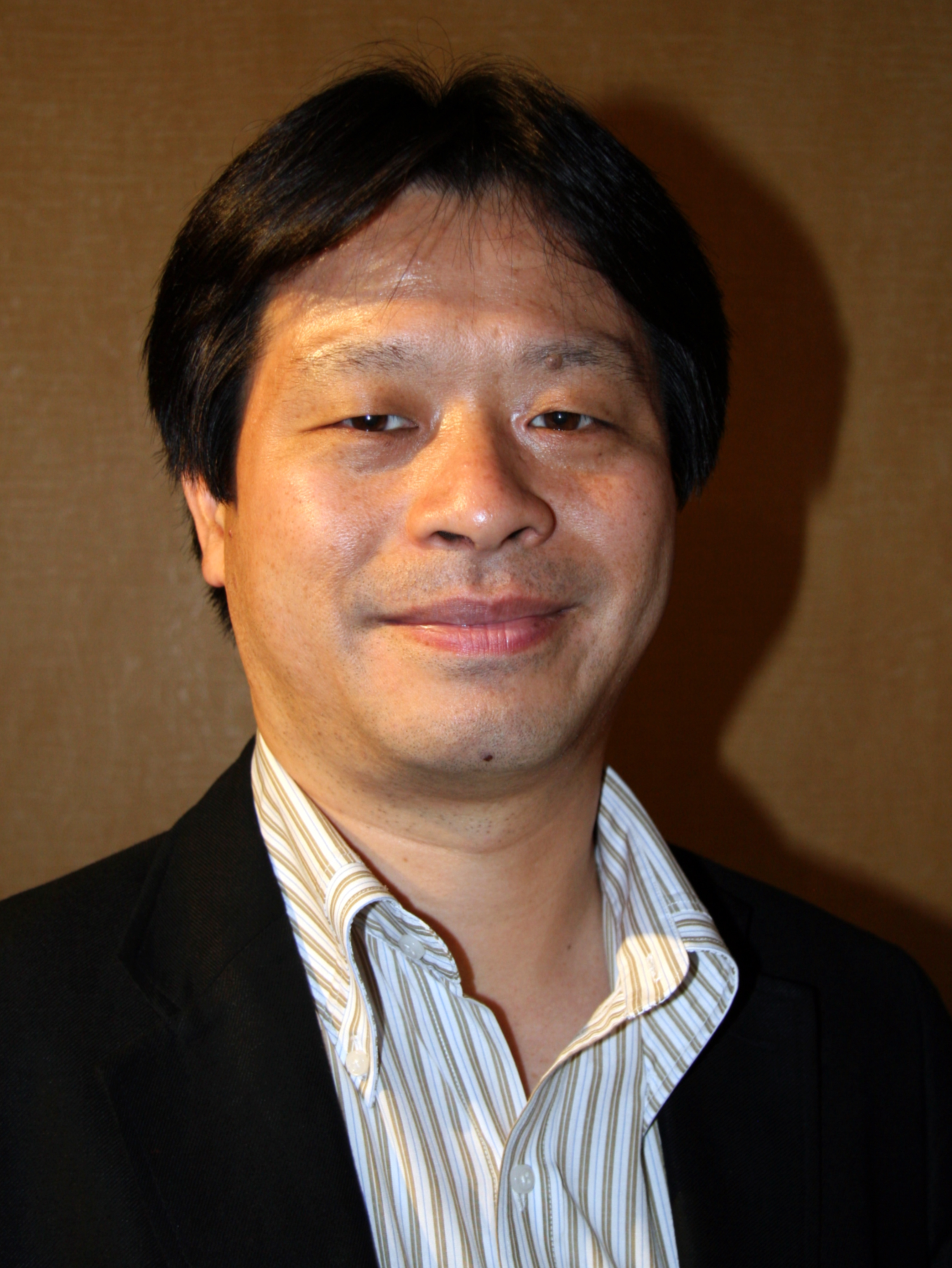
Yoshinori Kitase auf der E3 2009

Yoshinori Kitase (jap. 北瀬 佳範, Kitase Yoshinori; * 23. September 1966) ist ein japanischer Videospielproduzent, der seit 1991 für Square Enix (früher: Square) arbeitet. Er arbeitete u. a. an der Compilation of Final Fantasy VII und an Final Fantasy XIII. Des Weiteren ist er der Kopf des Square Enix Production Teams 1.

## Ludografie
- Seiken Densetsu: Scenario Writer
- Final Fantasy Adventure: Scenario Writer
- Final Fantasy V: Field Planner (mit Ikuya Dobashi) & Scenario Writer[1]
- Final Fantasy VI: Koregisseur (mit Hiroyuki Itō) & Scenario Writer[2]
- Chrono Trigger: Director (mit Akihiko Matsui und Takashi Tokita)
- Final Fantasy VII: Regisseur & Scenario Writer (mit Kazushige Nojima)
- Final Fantasy VIII: Regisseur
- Final Fantasy X: Produzent
- Kingdom Hearts: Koproduzent
- Final Fantasy X-2: Produzent
- Kingdom Hearts: Chain of Memories: Produzent
- Compilation of Final Fantasy VII: Produzent (Dirge of Cerberus), Executive Producer (Crisis Core)
- Kingdom Hearts II: Koproduzent
- Ehrgeiz: Stab
- Final Fantasy XIII: Produzent
- Mobius Final Fantasy: Produzent